# すなば珈琲
すなば珈琲（すなばコーヒー）は、鳥取県を中心に展開されている喫茶店チェーン。

## 概要
鳥取砂丘の砂で焙煎した「砂焼きコーヒー」が看板メニュー。2014年（平成26年）に1号店が誕生して以降店舗数を増やし、鳥取県では最も店舗数が多いコーヒーチェーンとなっている。
後述の通り名前はスターバックスコーヒー（＝スタバ）のパロディだが、店の雰囲気はシアトル系コーヒーのそれとは異なり、カレーライス・サンドイッチなどフードメニューが充実している店舗が多い。一部の店舗では麺類や海鮮丼も提供している。このためランチ利用や観光客の利用も多い。

## 開店の経緯
日本にシアトル系コーヒーが本格的に展開され始めた2000年前後は、大都市への出店が主であったため、シアトル系コーヒー店がある地域は「都会」、ない地域は「田舎」といったイメージを持たれがちであった。特に代表的なチェーンであるスターバックスは鳥取県に長年出店しておらず、テレビやインターネットでたびたび「鳥取県にはスタバがない」という自虐や揶揄がされていた。
2012年（平成24年）9月、スターバックスが島根県への初出店を発表し、鳥取県が47都道府県で唯一の「スタバがない県」となることが確定的になった。これに関して同月、平井伸治鳥取県知事がテレビの取材を受け、「鳥取にはスタバはないけど、日本一のスナバ（鳥取砂丘）がある」とダジャレで応じたことが話題となった。
この発言から、地元で長年飲食店を展開していた「ぎんりんグループ」のオーナーが喫茶店の開店を発案し、2014年（平成26年）4月22日、鳥取市の鳥取駅前に1号店が開店した。
翌2015年にはスターバックスが鳥取県に初出店（シャミネ鳥取店）したが、すなば珈琲はこれを逆手にとって「大ピンチキャンペーン」と称し、スターバックスのレシートを持ちこむと割引になるキャンペーンを行い、スタバの47都道府県進出達成の話題と合わせて再び注目を集めることに成功した。
これらの動きはテレビやネットなどで拡散された。特にテレビ番組『月曜から夜ふかし』でマツコ・デラックスが取り上げたのを契機に「すなば珈琲」の名が全国的に知られるようになったといわれる。すなば珈琲は「感謝」の気持ちとして、旗艦店である”新”鳥取駅前店などにマツコ・デラックスのイラストパネルを置いた「専用指定席」を設け、店の名物となっている。
その後も「鳥取にはスタバがない（なかった）」というイメージは根強く残り、2016年に行われた『平成28年鳥取県に関するイメージ調査』の話題認知度（鳥取県に関する話題が人々にどれだけ認知されているかの割合）のランキングで「スターバックスが都道府県で最後にオープン・すなば珈琲」が初めて認知度1位を獲得、令和3年（2021年）度まで1位を守っていた。結果的に、すなば珈琲は鳥取のご当地コーヒーチェーンとして定着するに至っている。

## 沿革
- 2014年（平成26年）4月22日 - 1号店となる鳥取駅前店が開店。
- 2015年（平成27年）5月23日 - 鳥取県内で初めてスターバックスコーヒーが開店し5日間「大ピンチキャンペーン」を展開[7]。
- 2016年（平成28年）1月21日 - 平成27年関西元気文化圏賞ニューパワー賞を受賞[8]
- 2019年（令和元年）
  - 6月16日 - 鳥取駅前店が閉店。入居しているビルが老朽化（耐震性能不足）により取り壊されることになったため[9][10]。
  - 7月5日 - "新"鳥取駅前店が鳥取駅前の若桜街道沿いの商店街に開店[10][11]。
  - 9月15日 - 岩手県陸前高田市の道の駅高田松原に高田松原店を開店（鳥取県外初出店）。
  - 11月5日 - 鳥取市役所新庁舎に鳥取市役所店を開店[12]。

## 店舗
2025年5月現在。
鳥取市
- ”新”鳥取駅前店
- 鳥取砂丘コナン空港店
- アートプレイス すなば珈琲
- バードハット店
- 道の駅 神話の里白兎店

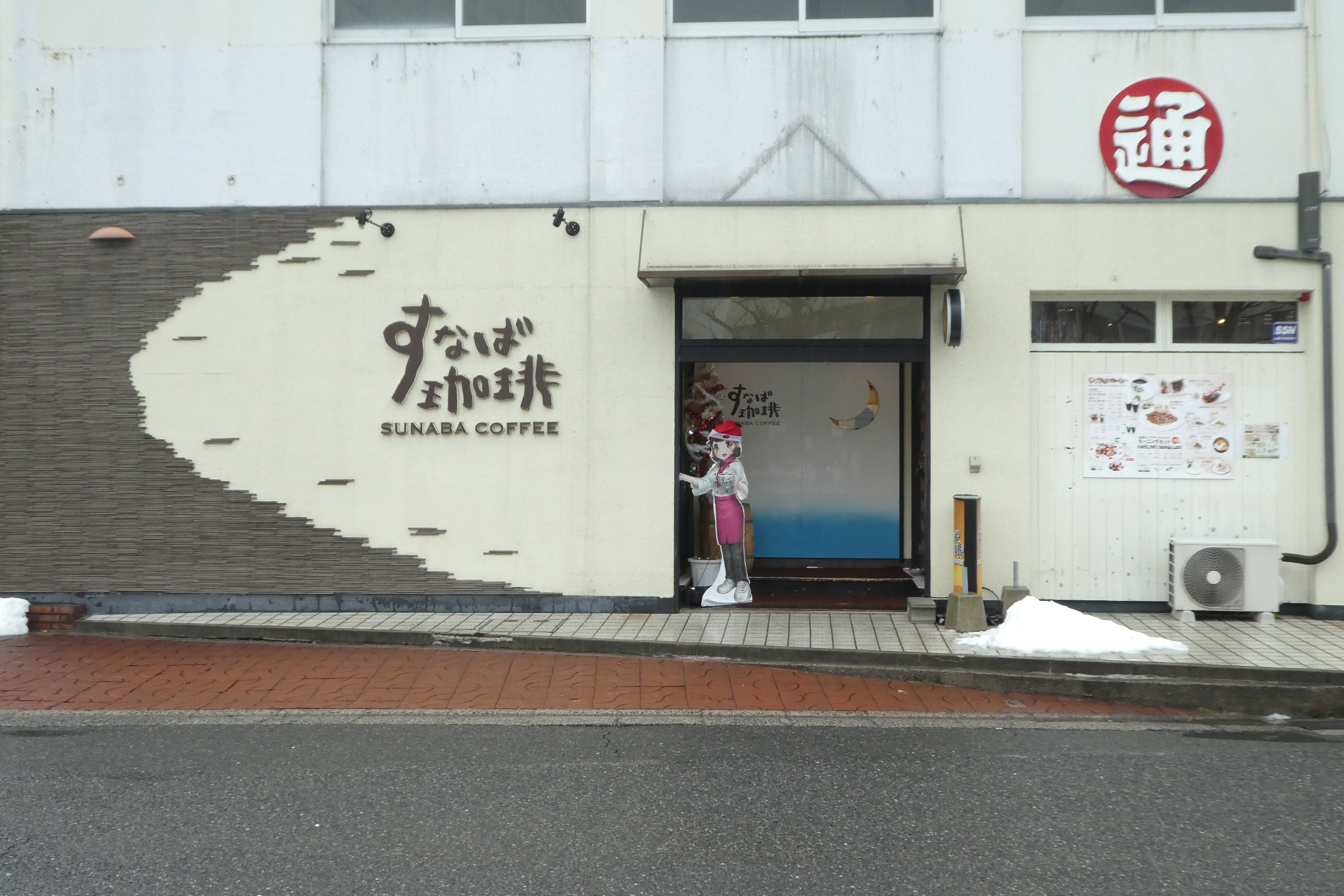
1号店の鳥取駅前店（2019年6月16日閉店）

- 二代目村上水産併設（道の駅清流茶屋 かわはら内）
- 鳥取市役所店
- 鳥取環境大学店

米子市
- お菓子の壽城店

境港市
- 米子空港店
- 水木ロード店

鳥取県外
- 高田松原店 – 東日本大震災直後の2011年4月に創業者らが陸前高田市で炊き出し支援を行って以降定期的に現地との交流があり、道の駅高田松原の再開に際し現地関係者の要請を受けて出店。常設店舗としては唯一の鳥取県外への出店事例である[15]。

## 他社とのコラボレーション
- 寿製菓 - 2015年「すなば珈琲カフェショコラクランチ」を11月から発売[16]。現在はキャラメル、かりんとう、せんべいも販売
- 大山乳業農業協同組合 - 2016年「コーヒー牛乳 すなば珈琲」を共同開発、中四国のセブンイレブンで販売、当時セブンイレブンは鳥取市に無くすなば珈琲店舗内で販売[17]。
- マルサンアイ - 2017年鳥取工場竣工記念にすなば珈琲監修の「すなば珈琲 コーヒー味豆乳」を9月から期間限定で西日本エリアで発売、8月に首都圏で先行発売[18]
- ローソン - 「すなば珈琲 珈琲ゼリー」を発売[19]、2017年2月から「すなば珈琲 らくだのこぶチョコ」を中四国の店舗で発売[20]
- 四国乳業京都工場 - 「すなば珈琲 乳飲料」を製造、セブンイレブン等で販売
- 山崎製パン - 2016年「ランチパック コーヒー風味ゼリー＆コーヒー入りホイップ」・「すなば珈琲 ほろにがコーヒーロール」をYショップ・セブンイレブン等で販売[21]。